# زئيف بن تسفي
زائيف بن تسفي (بالعبرية: זאב בן-צבי) (1904 – 1952) نحات إسرائيلي.
ولد في ريكي في بولندا. أثرت أعماله على جيل كامل من النحاتين.

## حياته
درس زائيف بن تسفي في أكاديمية الفنون الجميلة في وارسو. وهاجر في عام 1923 إلى فلسطين تحت الانتداب البريطاني، حيث درس في مدرسة بصلئيل للفنون في القدس من عام 1923 إلى 1924.
وحين افتتحت مدرسة بصلئيل الجديدة، درَّس بها النحت من عام 1926 إلى 1927. وفي عام 1937 سافر إلى باريس، ثم إلى لندن من عامي 1937 و1938.

## أعماله
وتخصص في نحت الرؤوس بالنحاس المضروب والجص المضغوط، وفق الأسلوب التكعيبي.
أقام نصب «في ذكرى أطفال الشتات» في كيبوتس مشمار هعيمق في عام 1947.

## جوائز
- جائزة ديزنغوف للنحت في عام 1953.[6]

- جائزة إسرائيل في النحت في عام 1953، وكانت تلك أول سنة تمنح فيها تلك الجائزة.[7]